# Arnar Freyr Arnarsson
Arnar Freyr Arnarsson (* 14. März 1996 in Reykjavík) ist ein isländischer Handballspieler. Der 2,00 m große Kreisläufer spielt seit 2020 für den deutschen Erstligisten MT Melsungen.

## Karriere

### Im Verein
Nach seiner Jugendspielzeit lief Arnar Freyr Arnarsson bis 2016 für Fram Reykjavík auf. 2016 wechselte er zum schwedischen Erstligisten IFK Kristianstad, bei dem er einen Dreijahresvertrag unterschrieb. 2017 und 2018 wurde er mit IFK schwedischer Meister. Nach drei Jahren in Schweden unterschrieb er einen Zweijahresvertrag beim dänischen Erstligisten GOG. Jedoch wechselte er 2020 bereits nach einer Saison zum deutschen Erstligisten MT Melsungen.

### In Auswahlmannschaften
Mit der isländischen Junioren-Nationalmannschaft nahm er an der U-20 Europameisterschaft 2016 teil. Mit der isländischen Nationalmannschaft nahm er an den Weltmeisterschaften 2017, 2019, 2021 und 2023 sowie den Europameisterschaften 2018, 2020 und 2022 teil. Bei der Europameisterschaft 2024 belegte er mit Island den 10. Platz.